# Didier Bouvet
Didier Bouvet (n. 6 martie 1961, Thonon-les-Bains, Rhône-Alpes, Franța) este un schior alpin ce a reprezentat Franța, medaliat olimpic. A participat la două ediții ale Jocurilor Olimpice (1984, 1988) în care a câștigat o medalie de bronz.